# 142857
142.857 er det laveste og mest kendte ægte cykliske tal. Hvis man multiplicerer tallet med 1, 2, 3, 4, 5 eller 6 det resultere i en cyklisk permutation af tallet selv:
- 1 × 142.857 = 142.857
- 2 × 142.857 = 285.714
- 3 × 142.857 = 428.571
- 4 × 142.857 = 571.428
- 5 × 142.857 = 714.285
- 6 × 142.857 = 857.142
- 7 × 142.857 = 999.999

Hvis tallet bliver multipliceret med højere tal vil svaret altid være en variation af 142.857 eller 999.999, hvis tallet er delelig med 7. For eksempel:
- 8 × 142.857 = 1.142.856 (Addér de seks sidste cifre med resten; 1 + 142.856 = 142.857)
- 42 × 142.857 = 5.999.994 (Addér de seks sidste cifre med resten; 5 + 999.994 = 142.857)
- 142.857 × 142.857 = 20.408.122.449 (Addér de seks sidste cifre med resten, 20.408 + 122.449 = 142.857)